# Casa damunt el passatge Gassó
La Casa damunt el passatge Gassó és una obra de Valls (Alt Camp) protegida com a Bé Cultural d'Interès Local.

## Descripció
Edifici situat en el carrer d'en Gassó amb la part de la casa-pont sobre el passatge del mateix nom. És un edifici dividit en dues parts. Aquella que es conserva més és la situada sobre el passatge. Al pas del passatge s'hi accedeix per una gran obertura de llinda recta. La coberta del pas consisteix en un embigat de fusta consolidat, a la segona meitat del segle xx, amb bigues de ferro.
El conjunt data del segle xviii, ja que l'estructura i alguns elements com les baranes i obertures són pròpies del moment. Ha sofert moltes reformes, durant el segle xx, que han marcat la seva fesomia.